# Оссіпі (Нью-Гемпшир)
Оссіпі (англ. Ossipee) — місто (англ. town) в США, в окрузі Керролл штату Нью-Гемпшир. Населення — 4372 особи (2020).

## Демографія
Згідно з переписом 2010 року, у місті мешкало 4345 осіб у 1826 домогосподарствах у складі 1165 родин. Було 3057 помешкань
Расовий склад населення:
| - 97,1 % — білих - 0,6 % — азіатів - 0,4 % — чорних або афроамериканців - 0,3 % — корінних американців |

До двох чи більше рас належало 1,5 %. Частка іспаномовних становила 1,0 % від усіх жителів.
За віковим діапазоном населення розподілялося таким чином: 19,0 % — особи молодші 18 років, 61,6 % — особи у віці 18—64 років, 19,4 % — особи у віці 65 років та старші. Медіана віку мешканця становила 47,4 року. На 100 осіб жіночої статі у місті припадало 100,5 чоловіків;  на 100 жінок у віці від 18 років та старших — 99,3 чоловіків також старших 18 років.
Середній дохід на одне домашнє господарство  становив 58 754 долари США (медіана — 47 500), а середній дохід на одну сім'ю — 76 126 доларів (медіана — 62 115). Медіана доходів становила 46 953 долари для чоловіків та 41 042 долари для жінок. За межею бідності перебувало 18,1 % осіб, у тому числі 21,0 % дітей у віці до 18 років та 10,8 % осіб у віці 65 років та старших.
Цивільне працевлаштоване населення становило 1623 особи. Основні галузі зайнятості: освіта, охорона здоров'я та соціальна допомога — 27,5 %, роздрібна торгівля — 14,4 %, будівництво — 13,0 %.